# Heilige Familie (Rösrath-Kleineichen)

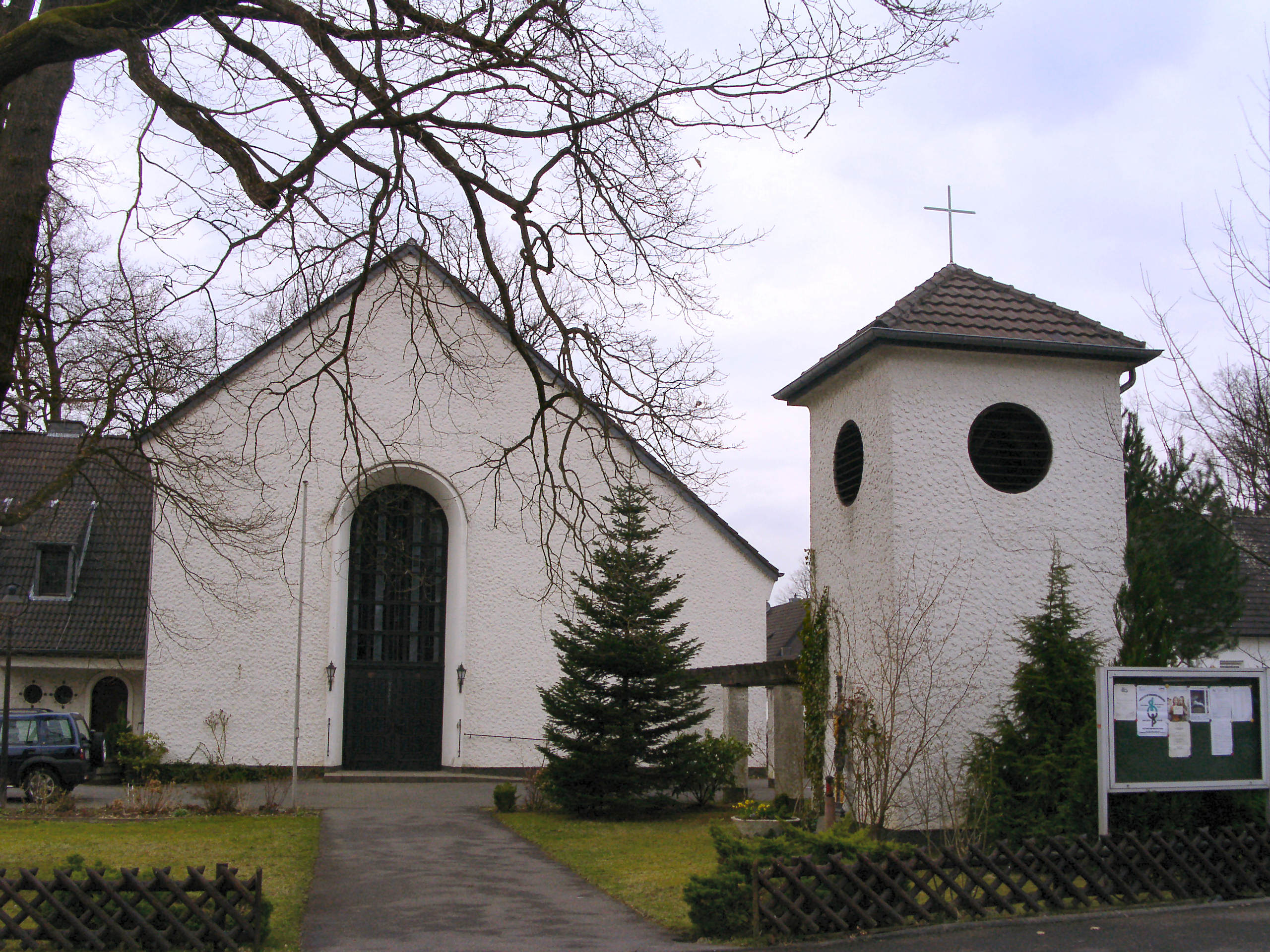
Heilige Familie Rösrath-Kleineichen

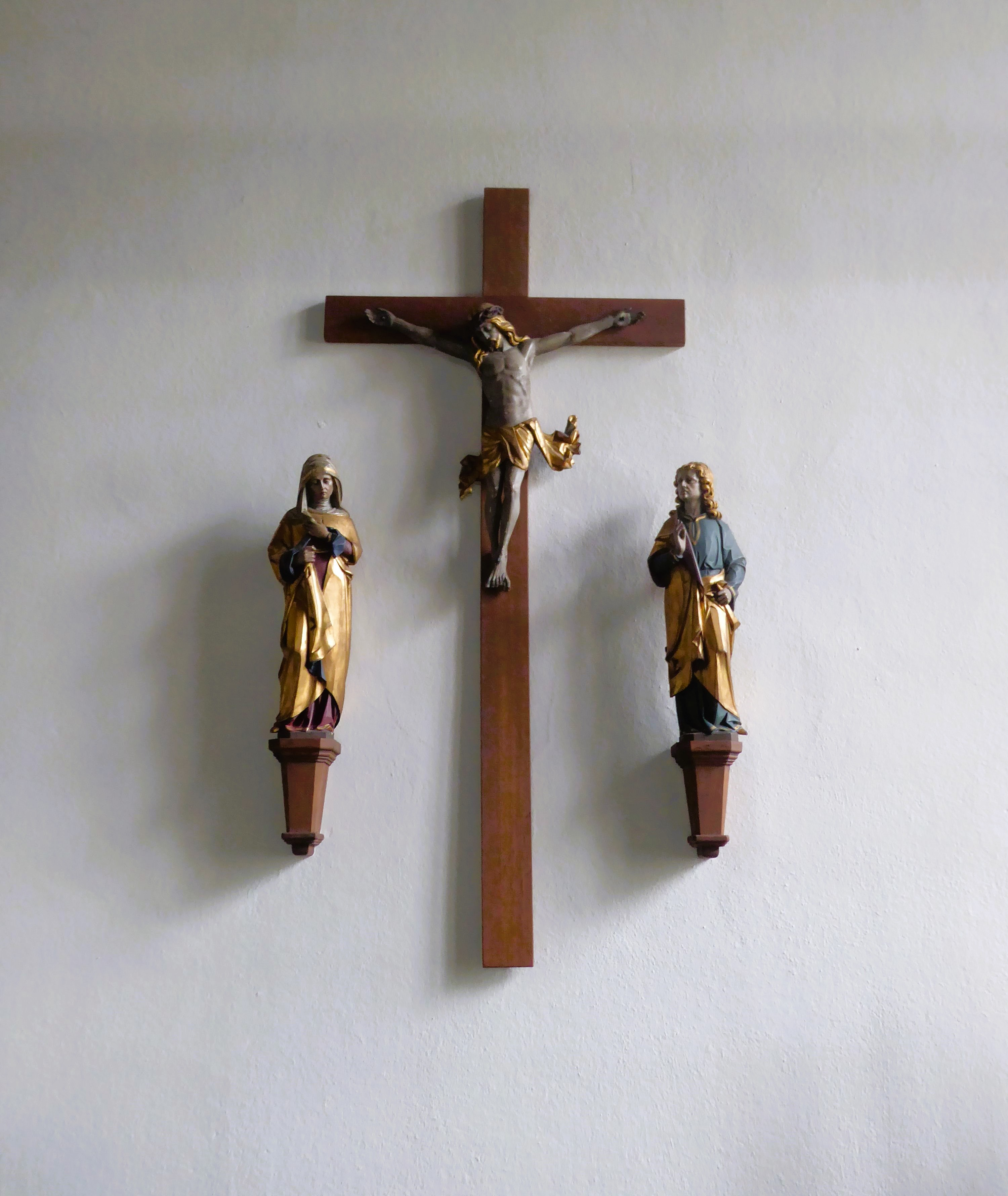
Christus am Kreuz im Chorraum

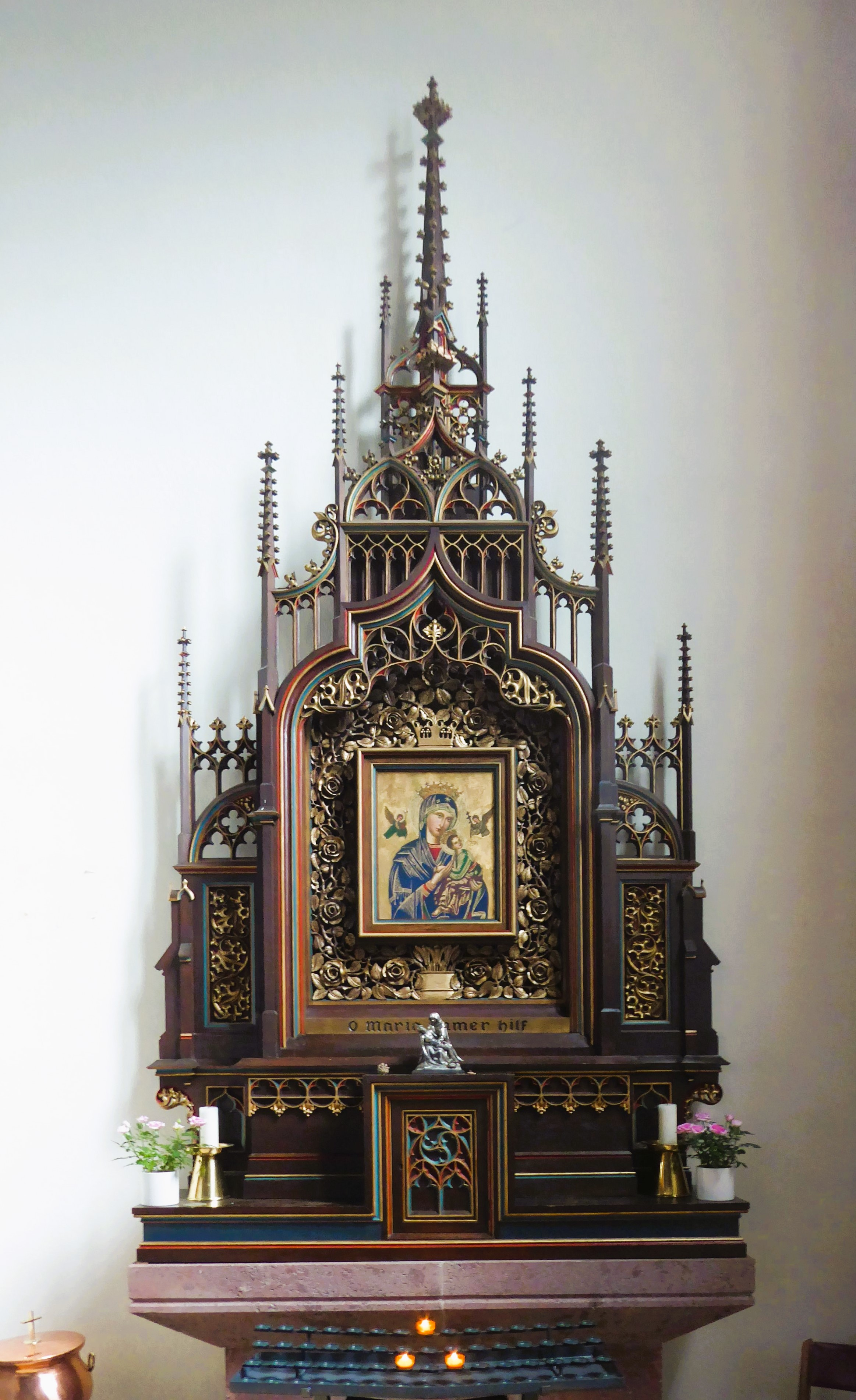
Seitenaltar

Die römisch-katholische Kirche Heilige Familie liegt im Rösrather Stadtteil Kleineichen.

## Vorgeschichte
Nach dem Zweiten Weltkrieg gab es an der Bismarckstraße eine Holzbaracke, in der von 1946 bis 1952 Gottesdienste gehalten wurden. Ein kleines Glöckchen im angebauten Turm rief die Gläubigen zur heiligen Messe. Die evangelischen Christen durften die Notkirche mitbenutzen.

## Baugeschichte
Der Grundstein für die Kirche Heilige Familie wurde am 18. September 1951 gelegt. Die Einweihung der neuen Kirche erfolgte am 6. Juli 1952. Architekt war Philipp Franzen. Der Glockenturm ist ein Provisorium. Ursprünglich sollte er 19 Meter hoch werden. In dem 6 Meter hohen Turm hängt eine 11 Zentner schwere Glocke, die mit dem Ton „g“ klingt. Eine Inschrift gibt Aufschluss darüber, dass sie am 10. Mai 1652 von Hans Krantz aus Troppau gegossen wurde.
Kirchenrechtlich war die Kirche bis zum 30. Juni 2007 eine Rektoratskirche. Die Kirchenbücher des Rektorats wurden geschlossen und wechselten mit sämtlichen weiteren Akten zur Pfarrei St. Nikolaus von Tolentino in Rösrath. Alle seelsorglichen Rechte und Pflichten liegen seitdem beim zuständigen Pfarrer von St. Nikolaus von Tolentino.

## Konfessionelle Hilfe
Wie bereits bei der Notkirche in der Bismarckstraße gewährten die katholischen Christen ihren evangelischen Mitchristen auch in der Rektoratskirche ein Gastrecht. Erst 1964 erhielten die evangelischen Christen ihre eigene Kreuzkirche.